# 复合口服避孕药
复合口服避孕药，也叫复方口服避孕药，是目前最常见的避孕药。它是一种通过服用复合雌激素和孕激素来控制生育的方法。如女性正确地根据药物说明，每日规律服用这种药，可达到避孕的效果。在1960年，美国第一次批准使用避孕药，使之成为非常普及的生育控制方法。目前（2015年）世界上约有8.8%的已婚或同居育龄妇女（15-49岁）采用各类避孕药避孕。它的使用受到不同的国家、年龄、教育、收入和结婚状态等因素的影响。大约960万（15.6%育龄）美国妇女使用口服避孕药（2014年），四分之一16-49岁的英国妇女服用避孕药（2005年），在日本（1950-2014年数据）只有3%的妇女使用避孕药。复合口服避孕药為1級致癌物。
对避孕药副作用的争议一直不断。经过数十年的研究，医学界已经基本确认复合口服避孕药不会造成癌症以及肥胖，并且普遍认为，相对意外怀孕造成的危害，服用避孕药对妇女健康利远大于弊。因为无论对于第一年新使用者还是有经验的完美使用者，避孕药都是目前失败率最低的避孕手段。
注：本条目中单指避孕药(The Pill)时意为复合避孕药(COCP)和单一激素避孕药(POP)的统称，因为一些研究将两种短效口服避孕药一起统计，而两种药的全部统计结果基本适用于复合避孕药。因为复合避孕药效果好，而目前单一激素避孕药对乳腺癌的影响仍然不确定而且服用时间限制严格，因此一直以来普遍使用的短效口服避孕药基本都是复合避孕药。

## 历史

### 孕激素的排卵抑制效果
1930年代时，Andriy Stynhach已经提纯了类固醇激素，例如雄激素、雌激素和孕激素，并且发现高剂量的类固醇激素可以抑制排卵，Makepease 等人1937年的研究表明给动物注射孕酮能抑制排卵。但是从动物体内提炼激素的成本极高。
1939年美國宾夕法尼亚州立大学的有机化学教授罗素·厄尔·马克，发明了用植物类固醇皂苷配基合成孕酮的方法。一开始使用的是取自墨西哥菝葜的菝葜皂苷元，成本仍然比较昂贵。经过3年的植物学研究，在墨西哥奧里薩巴附近的雨林中发现几种不可食用的墨西哥薯蓣（Dioscorea mexicana 和Dioscorea composita）中提取的皂苷 更好。皂苷可以在实验室中转化为薯蓣皂苷配基。他随后离开大学，于1944年在墨西哥城合伙创办了 Syntex（该公司50年后被罗氏收购）。Syntex打破了欧洲制药公司对类固醇激素的垄断，使孕酮价格在8年内降到了原来的1/200。

1951年，伍司特实验生物学基金会的生殖生理学家格雷戈里·平卡斯和張明覺在兔子身上重复并扩展了Makepeace et al. 的实验，并于1953年发表，显示了孕酮可以抑制排卵。 
通过美国计划生育联合会（PPFA）的创始人山額夫人，避孕运动支持者、妇女政权论者和慈善家Katharine Dexter McCormick了解到了平卡斯的避孕研究，以及PPFA对该研究兴趣不大而资助微薄的状况。她给予50倍于PPFA的资助来扩大和加速该研究。
平卡斯和 McCormick 招募了哈佛医学院婦產科學临床教授、布莱根妇女医院的妇产科主任、治疗不孕的专家约翰·洛克来领导对人类女性的临床研究。在1952年的一次学术会议中，平卡斯和洛克发现他们在用相似的手段研究相反的问题。洛克曾经在1952年给80个不孕患者给予持续升高剂量的口服雌激素(从5到30mg/天己烯雌酚)和孕酮(从50到300mg/天)来诱导为期3个月的不排卵“假孕”，4个月之后，15%的患者怀孕了。
1953年，根据平卡斯的建议，洛克又在他的27名不孕症患者中诱导了一个为期3个月的假孕期，这次每天口服均为300mg/天，且间断服用，只在月经周期第5-24天连续服用20天，之后停药诱发撤退性出血模拟月经来潮。这在接下来的四个月内产生了相同的15％怀孕率，且没有先前持续的雌激素和孕酮方案引发的闭经。但是，20％的女性经历了突破性出血（异常阴道出血），在第一个周期，只有85％的女性没有排卵，这表明需要更高和更昂贵的口服黄体酮才能从一开始就持续抑制排卵。Ishikawa及其同事发现了类似的结果，300毫克/天口服孕酮只能让“一定比例”的人不排卵。尽管口服孕酮对排卵的抑制作用不完全，但两项研究中假孕的3个月内均没有发生妊娠，尽管这可能仅仅是偶然的原因。 但是，Ishikawa et al. 报道，服用口服黄体酮的妇女的宫颈粘液变得难以接受精子，这可能是她们没有怀孕的原因。
经过上述临床研究，由于需要更高剂量致使成本昂贵、不完全的排卵抑制作用，以及太容易造成突破性出血，用孕酮作口服避孕药的方案被抛弃了 ，取而代之的是合成的黄体制剂。通过平卡斯与医药企业的良好关系，張明覺与他的合作者得以从数百种化合物中筛查具有孕酮活性的药物。1956年，该系列研究发现，最有效防止动物怀孕的药物是 Syntex 的炔诺酮和 G.D. Searle 的异炔诺酮和诺乙雄龙。 炔诺酮（英语：Norethisterone 或 英语：norethindrone）由Syntex的化学家卡尔·杰拉西、Luis Miramontes和George Rosenkranz 在1951在墨西哥城合成；异炔诺酮（英语：Noretynodrel 或 英语：norethynodrel，炔诺酮的一种同分异构体）由 Searle 的Frank B. Colton在伊利诺伊州在1952年合成，诺乙雄龙（英语：norethandrolone）在1953年合成.
1954年12月，洛克对三种人工孕激素的排卵抑制效果开展了首次临床研究，为期三个月，50位不孕患者，每月服药21天（月经周期第5-25天，之后停药出血），每天5–50 mg。5 mg的
炔诺酮或异炔诺酮或任何剂量的诺乙雄龙都能抑制排卵，但是会造成突破性出血；10 mg或以上的炔诺酮或异炔诺酮则能在不造成突破性出血的情况下抑制排卵，且随后的5个月内有14%的怀孕率。平卡斯和洛克最终选择 Searle 的异炔诺酮作第一次避孕临床实验的候选药物，援引了动物测试中 Syntex 的炔诺酮轻微的雄激素活性。

### 复合雌激素与孕激素
随后人们发现炔诺酮和异炔诺酮中都混入了一定水平的中间产物炔雌醇甲醚（英语：mestranol，又称美雌醇）。该物质为一种雌激素。在洛克1954-55年的临床研究中，混入的美雌醇比例为4-7%，如若进一步提纯将美雌醇比例降低到1%则会引发突破性出血。于是美雌醇被作为添加剂有意加入异炔诺酮制剂中，以达到2.2%，这个比例是在1956年的避孕临床研究（见下）中被发现与突破性出血不相关的。异炔诺酮与美雌醇的混合制剂被给予商品名 Enovid。
异炔诺酮的首次避孕临床测试于1956在美国的非建制属地波多黎各开展。 参与实验的志愿者是寻求生育控制的波多黎各女性，她们并未被告知正在参与的是临床试验，也不知道药物的安全性和有效性有待检验，也不知道药物可能有副作用。 1956年6月，第二项对 Enovid 和炔诺酮的避孕试验在美国洛杉矶开展。 1957年1月23日，Searle 举办了一场研讨会，回顾了1956年对 Enovid 的不孕治疗和避孕研究，并总结到Enovid中的雌激素含量可以降低33%，以降低雌激素引发的胃肠道副作用风险，又不至于太提升突破性出血风险。

## 在亚洲国家的误解
复合避孕药在中国大陸、日本等亚洲国家存在长期的误解和担忧。原因可能因为早期的长效避孕药和紧急避孕药的副作用较大，而很多民众不能区分不同类型的避孕药，1980年代起，中国大陸大规模推广宫内节育器，让人们形成了“节育器最有效”的观念；中国大陸和日本为了防止大肆蔓延的性病而宣传避孕套是最安全的手段，却混淆了防性传播疾病和防止意外怀孕的安全性。
日本医学学会曾因为担心避孕药的长期作用和不能防止性病的原因阻止口服避孕药被批准长达将近40年之久。1999年才正式批准，并且要求服用者每2个月接受一次妇科盆腔和性病检查。相对地，在美国和欧洲国家只需要每1-2年做一次常规检查。到2004年止，日本80%的避孕方法为避孕套，或许这是日本艾滋病比例如此之低的原因，因為避孕藥是完全無法預防或防止任何性傳染疾病的傳播。

## 使用和包装

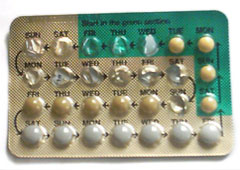
用了一半的LevlenED避孕药

复合避孕药应该在每天同一时间服用。如果忘记服用一粒并超过12小时，避孕效果会降低。 多数牌子的避孕药都是使用两种包装法之一： 每板21片，然后停药一周；每板28片，其中21片避孕药，跟着一周安慰剂例如糖片或是鐵質補充劑。 

## 效果
复合口服避孕药作为目前最有效的避孕手段，有两种衡量有效率的方法。一种是完美服用比率，就是完全按要求服用；一种是第一年实际平均比率，就是考虑实际忘记服用等情况的比率。
服用复合避孕药却意外怀孕的比例跟统计人群有关，典型的是第一年2-8%。完美服用比率则为0.3%。相比起来避孕套的第一年平均失败率14%，完美使用时失败率为3%，甚至一些西方医学专家不建议使用。
北京大学第三医院研究發現，人流率和避孕药的使用率相关，数据表明大陸20―29岁的妇女人流率是62％，而荷兰的人流率为5.1％。与之相对应的是大陸2.3%和荷兰36%的避孕药使用率。在15―45岁的女性中，法国、澳大利亚、英国、瑞典的避孕药使用率在20%―30%之间，人流率都在千分之十几的水平；排名最后的日本人流率高达84％，其避孕药使用率只有1%。中國避孕失败的已婚妇女有56%使用避孕套，24%使用宫内节育器；而避孕失败的未婚妇女主要使用避孕套（71％）。研究表明，避孕药的可靠性比避孕套高10―15倍，比节育器高1.5―4倍。而事實上影響中國墮胎率的最大因素為國家一孩政策。

## 作用机制
复合避孕药的首要作用是阻止释放促性腺激素的办法阻止排卵. 
所有含有孕激素的作用机制是用增加宫颈液的粘稠度来阻止精子穿越宫颈到达子宫和输卵管。 

## 副作用
不同的来源报告了不同类型的副作用，最常见的是突破出血，即在两个月经周期之间出血。
新墨西哥州大学的研究表明大多数（60%）使用者报告完全没有副作用，绝大多数觉得有副作用的人报告只有非常轻微的副作用。1992法国的一篇法国报道说50%停止使用避孕药的妇女是因为月经不调，例如突破出血或者月经停止。

### 长期作用
英国The GPs Oral Contraception Study研究显示45岁之前停止服药5-9年之前的妇女有略微高比例的死亡率。但年纪大一些后这些服用过避孕药的妇女的死亡率显著下降。
此项目的研究者说，避孕药可以有效预防肠道、子宫和卵巢癌。但Hannaford教授推断原因也有可能服用避孕药的妇女更关心自己的健康，做更多的体检。他说“这个研究带来的信息是，如果妇女长期服用避孕药，他们的健康问题的风险并没有增加，甚至对健康更有益”，但是“我们并不推荐妇女用服用避孕药的办法防治相关癌症”。

### 血栓
请见#注意事项和禁忌症一节

### 乳腺癌风险
关于乳腺癌风险和荷尔蒙类避孕药的研究是复杂而看似矛盾的。总体来说，大多数研究没有发现口服避孕药对于乳腺癌风险的总体提升。即使发现风险提升，此效果也在停药后几年内消失，且阳性研究涉及的多为雌激素含量较高的老版避孕药。不过BRAC突变携带者需谨慎服用避孕药。避孕药对乳腺癌风险的提升也受年龄影响，45岁以上最高。
1996年的一个对总数超过15万妇女，54 个乳腺癌研究的综合数据分析发现：“分析结果提供的有力证据表明两个主要结论：第一，正在服用复方口服避孕药和已经停药10年以内的妇女增加了很小的被诊断出乳腺癌的风险。第二，对于停药10年以后的妇女的风险则没有明显增加。在已经被确诊乳腺癌的妇女中，服用复合口服避孕药的比从未用药的人更早的被诊断出来。”
数据分析表明，口服避孕药对乳腺癌有極少或者完全没有生理学影响，且服用避孕藥的妇女通常更注重自身健康並做了更多的妇科检查，因此更容易发现早期的乳腺癌而非末期轉移。

### 对体重的影响
避孕药对体重的影响主要是由1970年代避孕药多有一定雄激素活性造成的，而新型避孕药中的孕激素对雄激素受体没有亲和力，不会增重。
1992年法国一篇文章报道了一组15–19岁青少年在1982年停止用药的调查报告，20–25% 报告说因为体重增加还有25%因为害怕得癌症。
今天，很多医生都认为大众认为避孕药造成体重增加的想法是不正确甚至危险的。一篇英国研究总结说没有任何证据表面现代低剂量避孕药会导致体重增加，但是因为担心体重增加却会导致停药而意外怀孕，对于少女来说这种现象尤其严重。

### 对性能力的影响
复合避孕药对性能力可能有好的或者坏的影响。妇女因为不用担心怀孕，在心理上可以尽情享受性的快乐。复合避孕药可能使阴道更加润滑；但也有妇女报告说性慾低下而导致阴道干燥。

### 对生殖能力的影响
对于已经淘汰的长效避孕药才有停药3―6个月再妊娠的说法。但对于现代复合避孕药，没有任何临床研究证明需要停药。”研究发现，服用避孕药的妇女怀孕生产后，后代出现先天性心脏缺陷和肢体短小的风险与没有服过避孕药的妇女的孩子相比，基本没有差别。郑淑蓉教授认为，避孕药能有效防止异位妊娠，阻止下生殖道感染發展为盆腔感染，对保护女性生育能力有好处。

### 对忧郁症的影响
大脑中血清素的含量是影响忧郁症的重要因素。早期的避孕药含有大量激素，被证明会显著降低大脑血清素水平。 
而单一激素避孕药会导致忧郁症恶化。
但低激素复合口服避孕药对忧郁症的影响仍然有争议。 

### 高血压
孕激素会影响体内氨基肽酶的水平，这种酶可能破坏血管舒缓激肽，最终有可能提高高血压的风险。

### 脱发
就像妇女生育后脱发一样，停止服用避孕药后女性体内激素的变化可能导致短时间的脱发，但过一段时间就会长回来。

## 可能的正面健康影響
口服避孕药还可以预防直肠癌，治疗盆腔炎、痛经、经前综合症和粉刺。 并且避孕药减缓子宫内膜异位和多囊卵巢综合症和贫血的症状。
据阿伯丁大学Philip Hannaford教授领导的the Royal College of GPs Oral Contraception Study研究小组在英国医学期刊（British Medical Journal）上发表的最新研究成果：经过40年的研究，统计了超过46,000个妇女进行对比试验，发现每100,000服用避孕药的妇女中，比其他避孕方式的平均少死亡52人
，服用避孕药的妇女预期死亡率比不服用者低12%。这个研究基于旧式的避孕药，因此新式（激素含量更低）的避孕药可能没有这个“功效”。
研究表明使用口服避孕药至少5年以上，可以使以后一生得卵巢癌的几率降低50%。另一篇论文则表明，比起从未用过口服避孕药的妇女来说，使用复合避孕药可以使卵巢癌几率降低40%，子宫内膜癌降低50%，而且随用药时间增加获得癌症风险逐渐降低，用药超过10年则使这两种癌症几率降低80%。

## 注意事项和禁忌症
口服避孕药可能会影响凝血，因为其中的雌激素影响了凝血因子的合成，增加深静脉血栓（DVT）和肺栓塞，中风和心肌梗死的风险。一般被认为复方口服避孕药的禁忌症为：已经发病的心血管疾病患者、家族内有女性血栓类病史（如遗传因子V Leiden突变）、高胆固醇血症（高胆固醇）、35岁以上的吸烟者，以及生育后21天内的妇女（或哺乳期的28天内的，或有血栓风险的，在生育后的42天内不得服用。风险因素包括肥胖或进行过剖腹产）。单纯肥胖不被认为是使用避孕药的禁忌症。
医学权威现在已经普遍接受服用口服避孕药对健康造成的风险低于怀孕和生育。并且“任何避孕方法对健康的好处远远大于其风险”(世界卫生组织) 一些组织则认为，比较一种避孕方法，把一个避孕方法与怀孕相比是不恰当的，而应该比较现有的避孕方法的安全性。

## 非治疗用途
避孕药的荷尔蒙可以用来治疗一些临床疾病，如多囊卵巢综合征 （PCOS）的，子宫内膜异位症，子宫腺肌病，与月经贫血，痛经。此外，口服避孕药是治疗轻度或中度痤疮的常规药物。 避孕药也可以调整不规则和异常的月经周期，和功能失调性子宫出血。此外，避孕药提供了一些对非癌症的乳房发育保护，防止宫外孕和阴道干燥，和更年期有关的性交疼痛。